# Breuil (Somme)
Breuil é uma comuna francesa na região administrativa de Altos da França, no departamento de Somme. Estende-se por uma área de 2,17 km². Em 2010 a comuna tinha 44 habitantes (densidade: 20,3 hab./km²).